# NGC 6350
NGC 6350 في الفهرس العام الجديد، هي مجرة، تقع في كوكبة الجاثي. اكتشفت في 29 يونيو 1880 بواسطة إدوارد ستيفان.

## روابط خارجية
- NGC 6350 على موقع ويكي سكاي: DSS2, SDSS, GALEX, IRAS, Hydrogen α, X-Ray, Astrophoto, Sky Map, Articles and images